# Fátimah bint Ásad
Fátimah bint Ásad (en árabe: فاطمة بنت أسد‎, romanizado: Fāṭimah bint 'Asad)fue la madre del cuarto califa del Islam, el imán Ali Ibn Abi Tálib y la suegra de la hija de Mahoma, Fátima az-Zahra. 

## Trayectoria
De su matrimonio con Abu Tálib nacieron cuatro hijos y dos hijas:
- Ali Ibn Abi Tálib.
- Yá'far ibn Abi Tálib, que dirigió las fuerzas armadas musulmanas en la batalla de Mu‘tah.
- Tálib ibn Abi Tálib.
- Aqil ibn Abi Tálib.
- Fájitah bint Abi Tálib.
- Yumánah bint Abi Tálib.

Cuando el abuelo de Mahoma, Shaiba ibn Háshim, falleció la tutela del niño pasó a su tío Abu Tálib ibn Sahiba ibn Háshim y su esposa, Fátima, se ocupó de él, amándolo como si fuera su propio hijo. Lo quiso tanto que llegaría a pasar hambre para darle de comer y veló por él durante toda su juventud. Cuando Mahoma proclamó su profecía, ella se mantuvo a su lado. Estaba excepcionalmente encariñada con su hijo Yá'far, pero se separó de él y de su esposa, Asma bint Umáis, cuando emigraron a Abisinia por orden de Mahoma con el primer grupo de musulmanes.
Cuando Mahoma comenzó a predicar, ella se convirtió al islam. Se mantuvo a su lado, siendo una de las primeras mujeres en aceptar el islam y su concepto de un único Dios. Se encaró contra el boicot económico y social de los no creyentes en La Meca durante tres años y fue también miembro del primer grupo de privilegiados que emigró a Medina. Mahoma la tenía en tan alta estima, que cuando lo visitaba se ponía en pie y se dirigía a ella con el cariñoso título de "madre".
Murió en 625/626. Anas ibn Málik dice que cuando Mahoma se enteró de la muerte de Fátimah, se acercó inmediatamente a su casa, se sentó junto a su lecho de muerte y rezó por su alma.
"Mi querida madre, que Alá te tenga bajo su protección. Muchas veces pasaste hambre con el fin de alimentarme bien. Me alimentaste y me vestiste de manjares que te negaste a ti misma. Alá seguramente será feliz con estas acciones tuyas. Y tus intenciones fueron, sin duda, la intención de ganar la buena voluntad y placer de Alá y el éxito en el Más Allá".
Mahoma ofreció su camisa para amortajarla. Durante la preparación de la tumba, Mahoma mismo durmió en ella y la llevó en sus brazos hasta el sepulcro. Fue una de las pocas personas cuyo entierro fue supervisado por Mahoma. Fatimah está enterrada en el cementerio de Yánnat ul-Baqí, en Medina.